# هجوم دير الزور (2017–19)
هجوم دير الزور، المسمى من قبل قوات سوريا الديمقراطية باسم حملة عاصفة الجزيرة، هو عملية عسكرية شنتها قوات سوريا الديمقراطية ضد تنظيم الدولة الإسلامية (داعش) في محافظة دير الزور بهدف الاستيلاء على مساحات واسعة من الأراضي شرق الفرات في الريف الشرقي من المحافظة. توقف الهجوم وتعطل في أوائل عام 2018 بسبب العملية العسكرية التركية في عفرين، ولكنه استؤنف في 1 مايو 2018، تحت اسم عملية راونداب من قبل ائتلاف قوة المهام المشتركة - عملية العزم الصلب بقيادة الولايات المتحدة.
وفي 22 مارس 2019 أعلن الرئيس الأمريكي دونالد ترامب أن داعش "قد تمت هزيمته مئة بالمئة" وأنه "فقد كل الأراضي التي يسيطر عليها في سوريا والعراق.
كان الهجوم مصحوباً بهجوم آخر من قبل قوات سوريا الديمقراطية وهو حملة الرقة ضد عاصمة ومعقل داعش في سوريا، وكذلك مع حملة وسط سوريا وحملة شرق سوريا (سبتمبر–ديسمبر 2017)، حيث استعاد الجيش السوري السيطرة على الأراضي من تنظيم الدولة الإسلامية.

## خلفية
في 25 أغسطس 2017، انشق حوالي 800 مقاتل من قوات النخبة السورية إلى مجلس دير الزور العسكري لقوات سوريا الديمقراطية. في نفس اليوم، أعلن أحمد أبو خولة، قائد مجلس دير الزور العسكري، أنه سيشن هجوما شمال دير الزور خلال بضعة أسابيع. قبل بدء الهجوم مباشرة، تلقت قوات سوريا الديمقراطية كمية كبيرة من الأسلحة والذخائر الجديدة من قوة المهام المشتركة – عملية العزم الصلب.

## الهجوم

### المرحلة الأولية

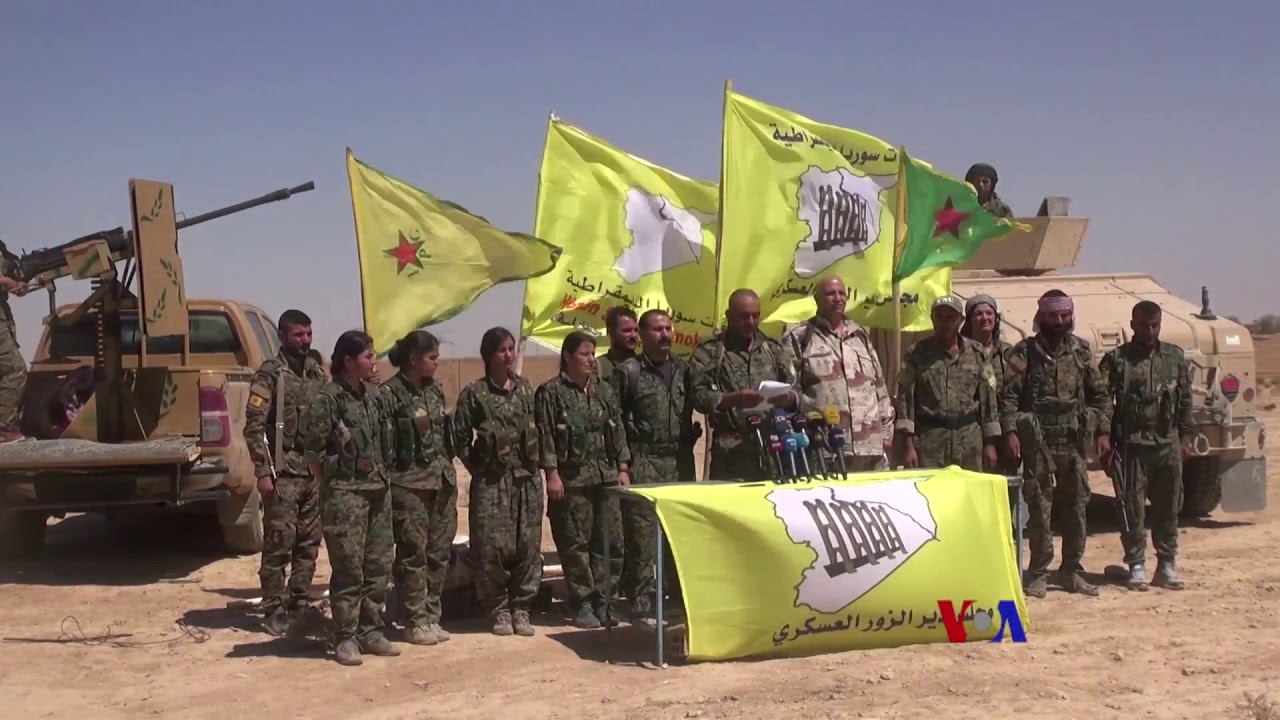
أعلنت قوات سوريا الديمقراطية رسميا الهجوم في 9 سبتمبر.

في 8 سبتمبر، شنت قوات سوريا الديمقراطية الهجوم بمهاجمة قرى يسيطر عليها داعش في ريف شمال دير الزور. في اليوم التالي، تم الإعلان رسميا عن الهجوم في ناحية الشدادي، بهدف معلن هو طرد داعش من جميع المناطق شمال وشرق الفرات. خلال اليومين التاليين، تقدمت قوات سوريا الديمقراطية بسرعة واحتلت العديد من القرى. ووفقاً لوسائل الإعلام المؤيدة للمعارضة السورية، فإن هذا التقدم الأولي السريع كان بسبب انسحاب قوات داعش من المناطق التي كان من الصعب الدفاع عنها في ضوء الغارات الجوية الثقيلة التي تشنها قوة المهام المشتركة – عملية العزم الصلب.
وفي 10 سبتمبر، شقَّت قوات سوريا الديمقراطية طريقها إلى المدينة الصناعية المُحصَّنة، إلى الشمال مباشرة من مدينة دير الزور، واستولت على المزيد من القرى المجاورة. وفي 12 و13 سبتمبر، استولت قوات سوريا الديمقراطية على عدة مواقع عند المدخل الشمالي لدير الزور (بما في ذلك اللواء 113 السابق وقواعد الكتيبة النيران ومحطة السداكوب وجزء من سوق الخراف) ومستودعات الصوامع والقطن في المدينة الصناعية. كما أحرز التحالف مزيدًا من التقدم في الصحراء شمال دير الزور، حيث تقدمت مسافة 60 كيلومترًا. وعلى الرغم من هذه النجاحات التي حققتها قوات سوريا الديمقراطية، إلا أن تنظيم الدولة الإسلامية زاد من مقاومته بشكل كبير وبدأ في شن هجمات مضادة متكررة بدعم من أجهزة متفجرة مرتجلة تم نقلها في مركبات في محاولة لوقف الهجوم و/أو استعادة الأراضي.
في غضون ذلك، أعلن قادة قوات سوريا الديمقراطية أن قواتهم لن تهاجم قوات الحكومة السورية التي كانت تقاتل داعش على الجانب الغربي من الفرات. ومع ذلك، في 15 سبتمبر، أعلن أحمد أبو خولة، قائد المجلس العسكري في دير الزور التابع لقوات سوريا الديمقراطية، أنه لن يسمح للقوات الحكومية بعبور نهر الفرات. وفي اليوم التالي، قصفت الطائرات السورية أو الروسية المشتبه بها مواقع قوات سوريا الديمقراطية على الضفة الشرقية لنهر الفرات وأصابت ستة مقاتلين من قوات سوريا الديمقراطية. وردا على ذلك، ذكرت قوة المهام المشتركة – عملية العزم الصلب، أنها "تحافظ على جهودها الكاملة لمنع التصعيد غير الضروري بين القوى التي تشارك داعش كعدو مشترك،" "قوات التحالف والشركاء يحتفظون دائما بالحق في الدفاع عن النفس". في هذا السياق، قال خبير في معهد دراسة الحرب، كريس كوزاك، إنه لا روسيا ولا الولايات المتحدة كانتا مهتمتين بتصعيد نزاع بينهما. "إن التهديد الحقيقي هو [بالأحرى] أن القوات الشريكة على الأرض—الجيش السوري وقوات سوريا الديمقراطية—تقترب أكثر [للصدام] قبل أن تتمكن الولايات المتحدة وروسيا من إبطائها. تتنافس الحكومة وقوات سوريا الديمقراطية في محافظة دير الزور، لأن الطرفين يرغبان في الاستيلاء على الموارد الطبيعية في المنطقة (خاصة حقول النفط). في 17 سبتمبر، استولت قوات سوريا الديمقراطية على مصنع للنسيج ودوار على بعد 7 كم من مدينة دير الزور.

### فتح جبهة ثانية
في 20 سبتمبر، فتحت قوات سوريا الديمقراطية جبهة ثانية ضد داعش شرق دير الزور، بالقرب من الحدود مع العراق، واستولت على ست قرى على طول الطريق السريع M7 في ترتيب سريع، وبالتالي التقدم نحو الريف الشرقي الغني بالنفط في دير الزور. رداً على التقدم الذي أحرزته قوات سوريا الديمقراطية، بدأ تنظيم داعش في مداهمة المناطق الخاضعة لسيطرة قوات سوريا اليمقراطية في جنوب محافظة الحسكة، حيث ورد أنه نصب كمينًا وقتل عدة مقاتلين من قوات سوريا الديمقراطية في 21 و24 سبتمبر. في 21 سبتمبر، حذرت روسيا من أنها ستهاجم مقاتلي قوات سوريا الديمقراطية إذا ما تم استفزازها.
ومع ذلك، فإن الهجمات المضادة التي شنتها داعش بالكاد أعاقت هجوم قوات سوريا الديمقراطية، وشرعت قوات سوريا الديمقراطية في الاستيلاء على حقلي غاز العزبة وكونوكو، وحقول النفط ديرو وسلسلة جبال البزيخ.
ومع ذلك، في 25 سبتمبر، قصفت الطائرات الروسية، وكذلك المدفعية السورية والروسية قوات قوات سوريا الديمقراطية في حقل غاز كونوكو، مما تسبب في العديد من الضحايا. وردت قوات سوريا الديمقراطية بالقول ان «القوات الروسية والنظام شنت الهجوم الغادر على قواتنا... بالمدفعية والطائرات»، وأنها «سوف تستخدم حقنا المشروع في الدفاع عن النفس».
ووردت أنباء تفيد بمزيد من التفجيرات الروسية في 27 سبتمبر، حيث أعلن المرصد السوري لحقوق الإنسان عن سقوط 6 ضحايا من المدنيين في مراط، شرق الفرات، مقابل قاعدة دير الزور الجوية العسكرية. وفي 24 سبتمبر، أُبلغ أيضا عن وقوع هجمات بالصواريخ الإيرانية على تنظيم الدولة الإسلامية في جنوب وشرق المحافظة.
على الرغم من حادث الهجوم الجوي، واصلت قوات سوريا الديمقراطية الهجوم وطردت داعش من العديد من القرى في الأيام التالية. في الصور، واجه جنود قوات سوريا الديمقراطية مقاومة شرسة في 24 سبتمبر واندلعت معركة حامية؛ بعد ستة أيام من القتال، سقطت المدينة أخيراً. ثم حاولت قوات سوريا الديمقراطية التقدم أكثر في المنطقة المجاورة للصور، في حين أطلق داعش هجمات مضادة لاستعادتها.
في 28 سبتمبر 2017، ألقت الشرطة العسكرية التابعة لقوات سوريا الديمقراطية القبض على ياسر الدحلة، التي اتهمت الدحلة بعدم المشاركة فعلياً في الهجوم و«غياب الانضباط العسكري». ونفى تجمع شباب البكارة هذه الاتهامات واتهم مجلس دير الزور العسكري بحرمان مقاتلي درع الفرات الذين انشقوا إلى قوات سوريا الديمقراطية من الانضمام إلى التجمع. هدد الدحلة بإنهاء مشاركة مجموعته في هجوم دير الزور.
في 30 سبتمبر، سيطرت قوات سوريا الديمقراطية على حقول نفط الجفرة، وهي واحدة من «أهم مصادر إيرادات داعش». في الفترة ما بين 1 و9 أكتوبر، استولت قوات سوريا الديمقراطية على عدة قرى أخرى وصدت هجمات مضادة أخرى من تنظيم الدولة الإسلامية، وكانت مقاومة تنظيم الدولة الإسلامية في هذه المناطق خفيفة للغاية. ويعزى ذلك إلى نقل داعش العديد من قواته من جبهاتها مع قوات سوريا الديمقراطية لمواجهة الجيش السوري.